# 宮城県信用農業協同組合連合会
宮城県信用農業協同組合連合会（みやぎけんしんようのうぎょうきょうどうくみあいれんごうかい）は、宮城県仙台市青葉区上杉に本部・本所を置いていた信用農業協同組合連合会。

## 概要
信用農業協同組合連合会（信連）は、農協の金融事業を手掛ける都道府県単位の機関として、かつては47団体が存立していた。
農協は信連に、信連は農林中央金庫（農林中金）に出資し、農協は一般組合員から集めた貯金の平均6割強を信連に預け、信連もその貯金の6割強を農林中金に再び預けていた。そして、残りの資金を農協や信連は独自の貸出や投資に回し、収益を得てきた。だが、政府によるコメの減反政策などによって、農協から借金してまで事業を拡大する農家は少なくなり、1980年代以降、農協の貸し出しは低迷。このため運用難となった農協から信連に大量の資金が流入した。
こうした経営環境を背景に、宮城県信連は1980年代後半から独自運用を開始。バブル経済期には有価証券運用で多額の運用益を上げ、それによって県内の農協にも高水準の配当を実施していた。
しかし、1989年12月をピークに株価が一転して下落すると、1990年3月期には63億円の評価損が発生した。この事態を受け、宮城県信連は含み損を抱えた有価証券を別の会社に一時付け替える飛ばしを行い、通常通りの配当を実施した。この飛ばしは情報公開が十分でなかったことから当時は大きな問題にもならず、配当も行われたため内部でも異論が出ることはなかった。こののち、さらに含み損が拡大したため、宮城県信連は株価連動型の受益証券にも手を出したが、1991年度決算でついに赤字に転落し、翌年度には大蔵省、農林省から決算の事前承認などが義務づけられる決算承認団体に指定された。また日債銀系のクラウン・リーシング、長銀系の日本リース、仙台を発祥とするアポロリースの経営破綻によって多額の融資も不良債権化した。有価証券処理による体力の低下に加えて、不良債権処理も重なり宮城県信連の経営は瀬戸際に追い込まれた。
1999年8月、多額の不良債権を抱え経営危機に直面していた宮城県信連は自力再建を断念し、農林中金や他県の信連から139億円の資金援助を受けることが決まり、農林中金の管理下に入った。また県内の32農協は90億円余りの減資と貯金利率の引き下げなどを受け入れた。これらの方策の実施によって、宮城県信連は累積損失の一掃を図り、2002年10月15日に主な事業を農林中金に統合した。

## 沿革
- 1948年(昭和23年）-  宮城県信用農業協同組合連合会として設立。
- 2002年（平成14年）10月15日 - 農林中央金庫に主な事業を統合。